# Van Hatfield
'Van Hatfield (ur. 13 września 1971) – amerykański trójboista siłowy i profesjonalny strongman.
Mistrz USA Strongman w roku 2004.

## Życiorys
Van Hatfield wziął udział dwukrotnie w elitarnych zawodach siłaczy Arnold Strongman Classic, w latach 2005 i 2008.
Żona: Jennie, dzieci: Breanne, Hunter i Madison. Mieszka w miasteczku Mapleton (Utah).
Wymiary:
- wzrost 188 cm
- waga 150 kg

## Osiągnięcia strongman
- 2004
  - 1. miejsce - Mistrzostwa USA Strongman 2004
- 2005
  - 7. miejsce - Arnold Strongman Classic, USA
  - 8. miejsce - Mistrzostwa Panamerykańskie Strongman 2005
  - 2. miejsce - Grand Prix IFSA Danii
- 2006
  - 9. miejsce - Mistrzostwa USA Strongman 2006
  - 3. miejsce - Drużynowe Mistrzostwa Świata Strongman 2006
- 2007
  - 3. miejsce - Mistrzostwa USA Strongman 2007
  - 8. miejsce - Mistrzostwa Świata IFSA Strongman 2007
- 2008
  - 9. miejsce - Arnold Strongman Classic, USA
  - 3. miejsce - Mistrzostwa USA Strongman 2008
- 2009
  - 4. miejsce - Mistrzostwa USA Strongman 2009
  - 3. miejsce - Ultimate Strongman Championships, Australia[2]